# Izotropija
Izotropija je svojstvo nekih hemijskih stvari da u svim smerovima imaju jednaka fizička svojstva. Tako je na primer: deformacija izotropnih elastičnih materijala jednakih (po Hokeovu zakonu) u svim smerovima; optički izotropni materijali sprovode svetlost u svim smerovima jednako i tako dalje. Izotropne stvari obično su gasovi i tečnosti te materijali nekristalne građe važni u tehnologiji: amorfni poluprovodnici, polimerni materijali i staklo. U filozofiji, za matematičko-logički pojam izotropnog i homogenoga prostora zaslužan je B. Rasel, a koreni takvim formulacijama leže u fizičkoj i matematičkoj teoriji prostora Frane Petrića.

## Hokeov zakon
Ako je šipka ili štap od nekog elastičnog materijala, onda i nju možemo posmatrati kao oprugu. Šipka ima daljinu L i poprečni presek A. Ako šipku razvlačimo s nekom silom F, onda u njoj nastaje naprezanje σ, koje se opire spoljašnoj sili. Tada Hokeov zakon možemo pisati u drugom obliku ili gde je: σ – naprezanje u šipki ili štapu (N/mm²), E – Youngov modul elastičnosti (N/mm²), ε – promer proširenja šipke ili štapa i njene daljine (bez dimenzije ili ΔL / L), L – daljina štapa, ΔL - proširenje šipke ili štapa (mm), F – sila koja proširujeuje šipku ili štap (N), A – poprečni presek šipke ili štapa (mm²)
Hokeov zakon važi samo u određenom području nekog materijala, koje se naziva elastično područje. Za čelik je elastično područje sve do granice razvlačenja ili gde ta granica nije jasno određena, do granice plastičnosti koja je određena onim naprezanjem pri kojem nastaje trajno proširenje od 0,2% prvobitne dužine šipke ili štapa. Ovo naprezanje nosi oznaku σ0,2.

## Anizotropija
Anizotropija (grč. ἄνıσος: nejednak) je osobina nekog sredstva da njegova fizička svojstva poprimaju različite vrednosti za različite smerove. Anizotropne su mnoge tvrde stvari: monokristali elemenata i spojeva, polikristali kojih zrna nisu potpuno nasumice usmerena, drvo, vlaknaste stvari i tako dalje. Fizička svojstva anizotropnih kristala jesu elastičnost, električna sprovodljivost  (kalaj pokazuje veliku električnu otpornost za prolaz električne struje u jednome smeru, a malu u drugome), optička gustina (različita brzina svetlosti u različitim smerovima kod kalcijuma), magnetizacija (kockasto gvožđe lako će magnetizirati u smeru nekog od tri ivice). Anizotropija se može i veštački izazvati. Optičku anizotropiju pokazuje izotropno staklo izloženo mehaničkom naprezanju kao i većina tečnosti u električnom polju.